# Данилов, Вадим Викторович

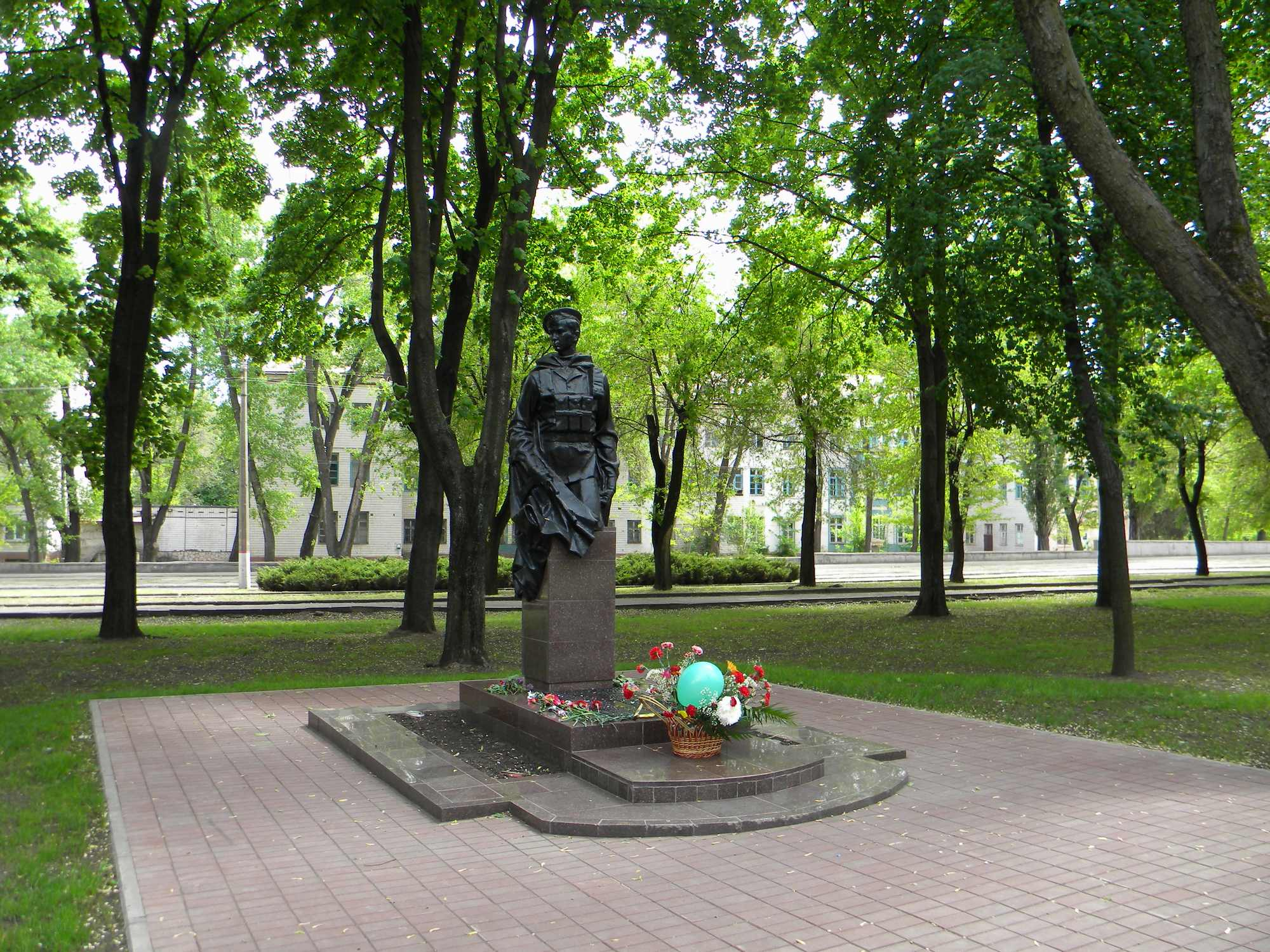
Имя на памятнике воинам-интернационалистам на Дзержинке (Кривой Рог)

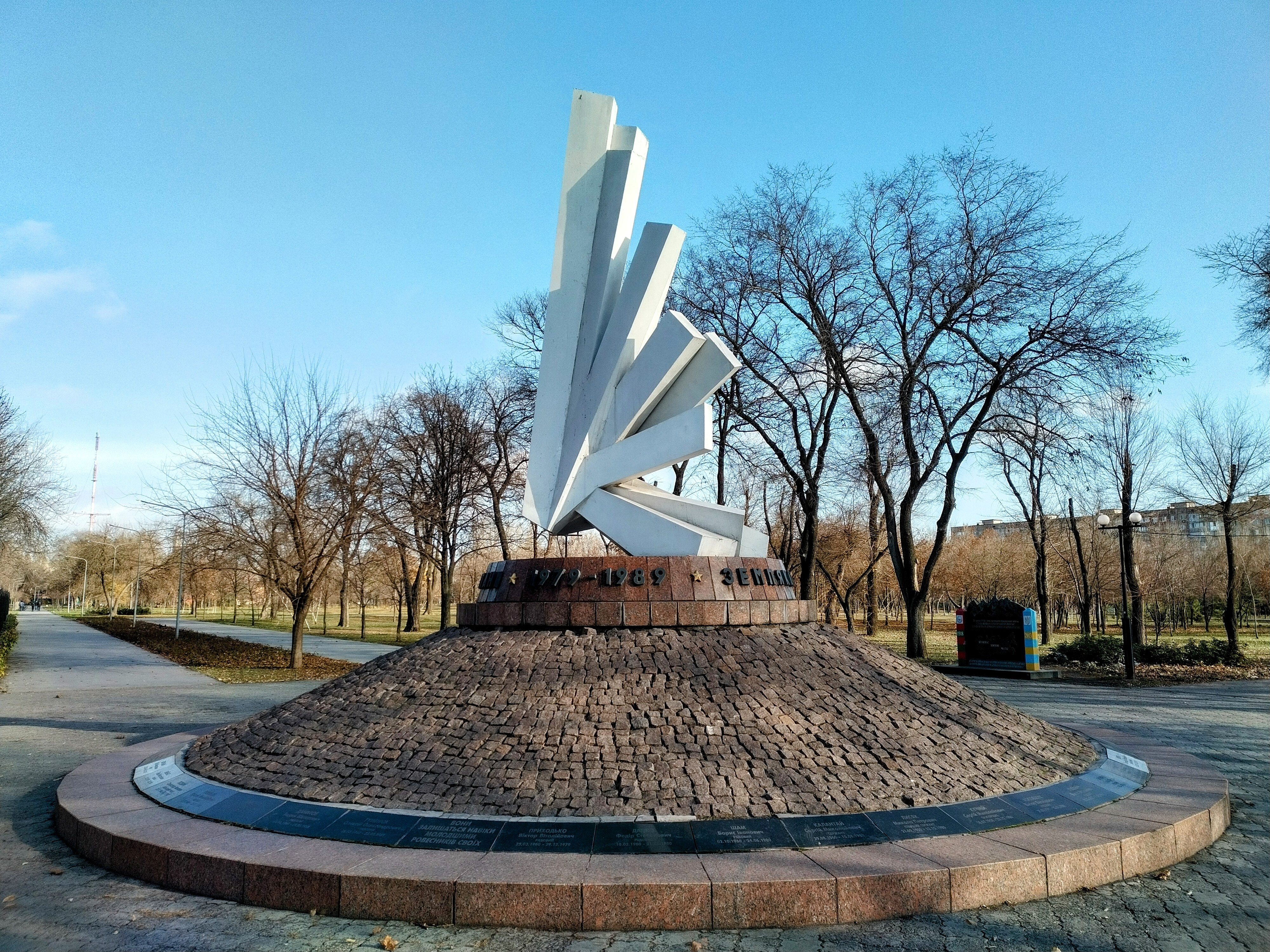
Имя на памятнике воинам-интернационалистам в Юбилейном парке (Кривой Рог)

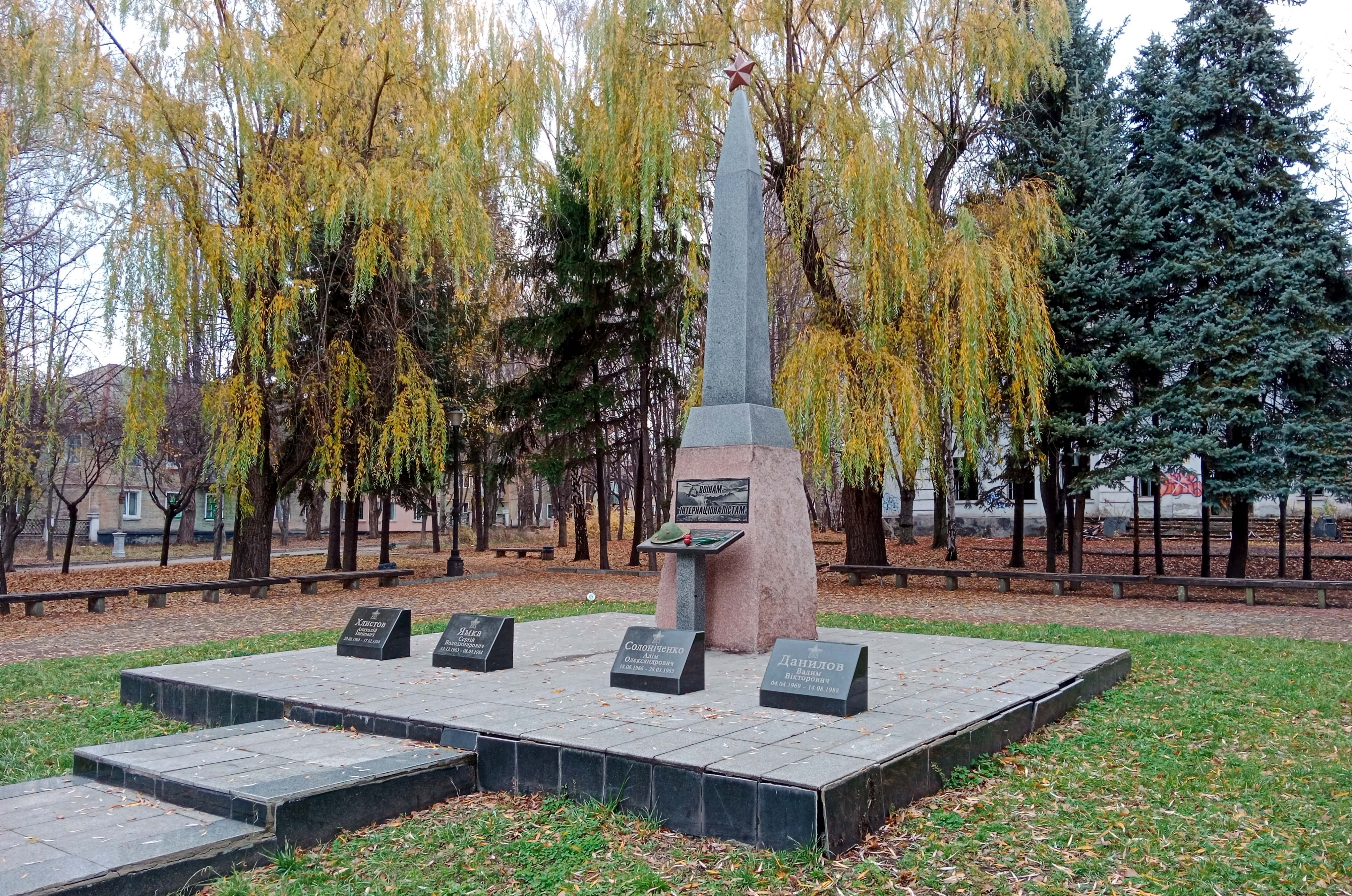
Имя на памятнике воинам-интернационалистам в Тернах (Кривой Рог)

Данилов Вадим Викторович (4 апреля 1969, Кривой Рог, Днепропетровская область — 14 августа 1988, Парван) — советский военнослужащий, рядовой, монтажник, участник Афганской войны.

## Биография
Родился 4 апреля 1969 года в городе Кривой Рог Днепропетровской области УССР в рабочей семье.
В 1986 году окончил среднюю школу № 45 и СПТУ № 30 в Кривом Роге.
16 апреля 1987 года призван в Вооружённые силы СССР Терновским районным военным комиссариатом Кривого Рога. В ноябре 1987 года в звании рядового направлен в состав ограниченного контингента советских войск в Афганистане, служил монтажником. Неоднократно с риском для жизни устранял последствия диверсий на трубопроводах.
Вечером 14 августа 1988 года была обстреляна газонасосная станция возле населённого пункта Хиджан провинции Парван. Вступил в бой и автоматным огнём сорвал попытки противника прорваться к сооружениям газонасосной станции. Получил смертельное ранение при смене огневой позиции.
Похоронен в Терновском районе Кривого Рога на кладбище рудника имени Ленина (участок 2, ряд 3, могила 1).

## Награды
- Орден Красной Звезды (посмертно)[1][2].

## Память
- Имя на памятнике воинам-интернационалистам Днепропетровщины, погибшим в Афганистане (Днепр)[4];
- Имя на памятнике воинам-интернационалистам на Дзержинке (Кривой Рог);
- Имя на памятнике воинам-интернационалистам в Юбилейном парке (Кривой Рог);
- Имя на памятнике воинам-интернационалистам в Тернах (Кривой Рог).